# منتخب إسبانيا لكرة القدم الشاطئية
منتخب إسبانيا الوطني لكرة القدم الشاطئية (بالإسبانية: Selección de fútbol playa de España)‏ هو ممثل إسبانيا الرسمي في المنافسات الدولية في كرة قدم شاطئية ، يديريه الاتحاد الملكي الإسباني لكرة القدم.